# Louis Abell
Louis Grenville Abell (* 21. Juli 1884 in Elizabeth, New Jersey; † 25. Oktober 1962 ebenda) war ein US-amerikanischer Ruderer und zweifacher Olympiasieger.
Er war Steuermann beim Achter des Vesper Boat Clubs aus Philadelphia. Mit diesem gewann er bei den Olympischen Sommerspielen 1900 in Paris und vier Jahre später bei den Sommerspielen in St. Louis die Goldmedaille. Mit demselben Team wie 1900 in Paris gewann Abell auch die nationale Meisterschaft von 1902. 
Die meiste Zeit seines Lebens verbrachte Abell in Elizabeth im US-Bundesstaat New Jersey, wo er 40 Jahre lang für das Gesundheitsamt arbeitete. 